# حملات پنجشیر
حملات پنجشیر (روسی : Пандшерская операция - Panjsher Operations)، رشته‌جنگ‌هایی بود میان نیروهای ارتش سرخ و ارتش جمهوری دموکراتیک خلق افغانستان با مجاهدین تحت امر احمدشاه مسعود برای کنترل درهٔ استراتژیک پنجشیر در نه سال اشغال افغانستان توسط اتحاد جماهیر شوروی میان سال‌های ۱۳۵۹ الی ۱۳۶۷ خورشیدی.
ارتش شوروی با همکاری ارتش جمهوری دموکراتیک خلق افغانستان جمعاً نه حملهٔ بزرگ را به درهٔ پنجشیر در طول دوران اشغال افغانستان سازمان دادند که منجر به خسارات زیاد به منطقه و اهالی پنجشیر، نیروی رزمی ارتش سرخ و ارتش جمهوری دموکراتیک افغانستان گردید. چهار تعرض اولیه به پنجشیر به صورتی کاملاً کلاسیک انجام می‌شود که در آن‌ها ستونی از زره‌پوش‌ها پس از بمباران‌های هوایی دست به حمله می‌زند.
سه حملهٔ دیگر (از ۱۵ ماه مه تا اول ژوئیه و از سی‌اُم اوت تا ۱۵ سپتامبر ۱۹۸۲ سپس از بیست و یکم آوریل ۱۹۸۴ به بعد) به دلیل گسترش خود، اهمیت تجهیزاتی که به کار گرفته شده‌اند و تاکتیک‌های معمول ثابت می‌کنند که پنجشیر فرمانده مسعود، به صورت هدف شمارهٔ یک شوروی‌ها در افغانستان در آمده‌است. این سه مرحله، بر زیربنای واحد قرار دارد: سهم اعظم عملیات بر عهدهٔ واحدهای هوابرد است که غالباً چتر بازهایی هستند که در عمق جبهه و بر خط الرأس بلندی‌ها، روستاها و نقاط عبور، پیاده می‌شوند. سپس واحدهای زرهی جای آن‌ها را می‌گیرند. در هر سه مورد، استراتژی مسعود عبارت است از عقب‌نشینی به دره‌های مجاور و پراکنده ساختن شوروی‌ها، سپس باز پس گرفتن مواضع از دست رفته یکی پس از دیگری، به ویژه هنگامی که این مواضع به ارتش دولتی واگذار شد.
با وجودی که حملات پنجشیر از شدیدترین عملیات‌های رزمی ارتش‌های شوروی و افغانستان محسوب می‌شد، اما در اثر این نه حمله آن‌ها قادر به کنترل درهٔ پنجشیر نشدند.
در ژانویهٔ ۱۹۸۳ شوروی‌ها به مسعود پیشنهاد متارکهٔ جنگ می‌کنند.
تاکتیک ارتش سرخ در سال ۱۹۸۴ نشانه‌هایی از بازگشت به یک برداشت کاملاً نظامی از جنگ را عرضه می‌دارد. اما این بار با ارتشی جنگنده‌تر با تعرض ۲۱ آوریل خود به پنجشیر، به صورتی یک جانبه، گام جدیدی در تشدید جنگ بر می‌دارند. از آن به بعد، شوروی‌ها می‌کوشند اطراف شهرها را خالی کنند و راه‌های تدارکاتی نیروهای مقاومت را قطع کنند. اما باوجود نبردهای سهمگین اطراف هرات، قندهار و خوست در سال ۱۹۸۵ و ۱۹۸۶، هرگز به موفقیتی دست نمی‌یابند. به استثنای اطراف مزار شریف.
پنجشیر دو بار به خاطر حملات گستردهٔ ارتش سرخ از سکنه خالی گردید و مردم به ولایت (استان)های همجوار و کشورهای خارجی نظیر پاکستان و ایران مهاجر شدند.

## حملهٔ دوم: ۶ سنبله ۱۳۵۹
در این حمله تاکتیک ارتش سرخ و ارتش کمونیستی افغانستان حمله بر غیرنظامیان و تخریب خانه‌ها بود تا از فشار حملات نیروهای مجاهدین علیه خود بکاهند. به همین منظور در منطقهٔ فراج۴۰ تن از اهالی را قتل‌عام کردند و در «غجی» ۳۲ تن را که اکثراً زنان و کودکان بودند قتل‌عام نمودند که اجسادشان تا یک هفته در منطقه باقی‌مانده بود. در منطقهٔ «نولیچ» که ارتش سرخ مورد حمله قرار گرفته بود، سربازان روس کهنسالان، زنان و کودکان را در خانه یکجا نموده خانه را به آتش کشیدند.

## حمله سوم: ۲۰ قوس ۱۳۵۹

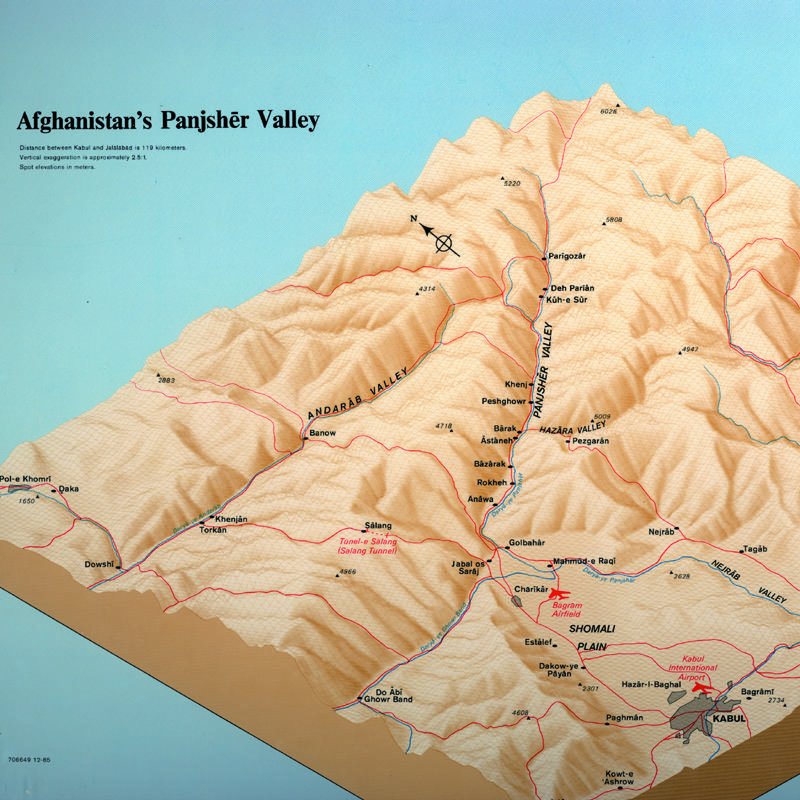

در این حمله زمستانی ارتش سرخ از ۱۶۰ عراده جنگی ده هزار پیاده نظام استفاده نمود. جنگ هفده روز به طول انجامید و در ۶ جدی سال ۱۳۵۹ این حمله به شکست انجامید و قوای شوروی دره پنجشیر را ترک نمودند.

## حمله چهارم: ۲۳ اسد ۱۳۶۰
در طول یک هفته نبرد ارتش سرخ فقط ۲۵ کیلومتر در داخل دره پیش روی می‌نماید. تاکتیک تصرف ارتفاعات به شکست می‌انجامد و ارتش سرخ عقب نشینی می‌کند.
پیش از این حمله احمدشاه مسعود شبکهٔ منظمی از گروه‌های چریکی به نام «گروه‌های متحرک» را سازماندهی نموده و به کار استخباراتی در درون رژیم دست زده بود.

## حمله پنجم: ۲۵ ثور (اردیبهشت ) ۱۳۶۱
این حمله با استفاده از ۲۰۰ فروند هلیکوپتر و ۶۰ فروند جت  تحت فر ماندهی ژنرال تر گریگوریان فرمانده سپاه چهلم شوروی در افغانستان، با تاکتیک جدیدی صورت گرفت. بر خلاف حملات قبلی این بار ارتش سرخ از تاکتیک جنگ کلاسیک که ترکیبی از حملهٔ زمینی و هوایی و توپخانه بود استفاده نکرده بلکه با حدود ۶۰۰ پرواز هلیکوپتر به‌طور ناگهانی در داخل پنجشیر نیرو پیاده نمودند. البته این عملیات لو رفته بود و مسعود نیروهای خود را از منطقه تخلیه نموده و آن‌ها را به گروپ‌های کوچک سی نفری متحرک در ارتفاعات کوه‌های پنجشیر پراکنده نموده بود. اما تغییر تاکتیک در ابتدا موفقیت نسبی را به همراه داشت.
یافتن لیستی از ۶۰۰ خبر چین احمدشاه مسعود را در پایتخت و ایجاد سه پایگاه نظامی در طول درهٔ پنجشیر در مناطق رخه، اعنابه و برجمن از دست آورده‌های ارتش سرخ بود. اما نیروی رزمی احمدشاه مسعود آسیب چندانی از این حمله ندیده بود.

## حمله ششم: شش هفته بعد از حملهٔ پنجم
با شکست نسبی حملهٔ پنجم در از میان بردن نیروی رزمی احمدشاه مسعود، وزارت دفاع و خاد دولت کمونیستی افغانستان به احمدشاه مسعود اولتیماتوم می‌دهند تا تسلیم گردد در غیر آن به «عملیات خارق العاده» دست خواهند زد. واحدهای موتوریزه و نیروی هوایی نیروهای وِیژه(Spetsnaz) ارتش سرخ عملیات تصفیه را از پایگاه‌های خود در داخل پنجشیر برای از بین بردن پناه گاه‌های و گروپ‌های مجاهدین آغاز نمود، که نه ماه نبرد دوام پیدا می‌کند. ضربات شدید هوایی، دیسانت از طریق هوا، حمله زرهی از طریق زمین شاخص‌های عمده عملیات را تشکیل می‌دادند. دره روزانه به شدت بمبارد می‌گردد و مردم به کوه‌ها پناه می‌برند و ماه‌ها در کوه‌ها در مغاره‌ها زندگی می‌کنند. در طول این جنگ حدود ۶ هزار خانه مسکونی و ۷۰٪ تمام آبادی‌ها و مواشی درهٔ پنجشیر نابود گردید. با دوام جنگ مردم دره را تخلیه کرده به دیگر مناطق افغانستان می‌روند اما از همکاری با رژیم سرباز می‌زنند.
نه ماه جنگ تلفات سنگین به نیرروی جنگی و روحیهٔ سربازان شوروی وارد می‌کند. روس‌ها به مجاهدین پیشنهاد آتش بس می‌دهند. در اواخر زمستان سال ۱۳۶۱ پیشنهاد آتش بس از سوی مجاهدین پذیرفته می‌شود.

## حمله هفتم: ۳۱ حمل(فروردین) ۱۳۶۳
تعرض شوروی‌ها در سال ۱۹۸۴ علیه پنجشیر بزرگترین عملیاتی است که شوروی ها از آغاز جنگ تا آن زمان اجرا کرده بودند. در این عملیات گسترده که بعد از پایان آتش بست صورت گرفت حدود بیست هزار سرباز ارتش افغانستان و ارتش شوروی شرکت داشته‌است. روس‌ها در این جنگ از تاکتیک «جنگهای اشباع کن» استفاده نمودند. در این تاکتیک آن‌ها از نیروی زیاد برای تصرف تمام مناطق و از بین بردن دشمن استفاده نمودند. اما با وجود گستردگی و استفاده از وسایل مدرن و بمباران شدید هوایی این عملیات توسط دستگاه استخباراتی احمدشاه مسعود کشف شده بود. برای همین یک روز قبل از آغاز حمله احمدشاه مسعود دستور تخلیه دره از تمام سکنه را صادر نمود. تمام جمعیت بیش از یک صد هزاری پنجشیر داوطلبانه دره را به سوی شهرهای مختلف افغانستان و عمدتاً کابل ترک نمودند.
وسایلی که به کار گرفته می‌شود به وضوح بر تر از گذشته‌است و این حدس راقوت می‌بخشد که تصمیم حمله از سوی عالیترین مقامات کرملین اتخاذ شده‌است. بمب افگن‌های تی. یو. ۱۶ که در ارتفاع متوسط (۸۰۰۰ متری) پرواز می‌کنند، فرشی از بمب بر پنجشیر گسترانیدند. از این بمب افگن‌ها برای اولین بار بود که استفاده می‌شد. تعداد نفراتی که در این حمله شرکت داشتند چیزی حدود بیست هزار سرباز شوروی و پنج تا شش هزار سرباز دولتی بود. در اوایل آوریل یک گروه کوماندویی متعلق به پلیس مخفی(خاد)، دراقدام خود برای قتل احمد شاه مسعود با ناکامی مواجه می‌شود.
شروع حمله روز ۲۱ آوریل بود: واحدهای چترباز به کمک هلیکوپتر بر خط الرأس بلندی‌ها پیاده می‌شوند و هم‌زمان یک ستون زرهی به بالای دره‌های اندراب و پنجشیر روی می نهد. واحدهای دیگری با هلیکوپتر به گردنه انجمندر انتهای پنجشیر و خوست و فرنگ - که تصور می‌شود پایگاهی است برای عقب نشینی مجاهدین - برده می‌شوند. ستون‌های زرهی بدون هیچ مشکلی به روستای بنودر اندراب و آستانه در پنجشیر دست می یابند. اما شوروی‌ها در حمله به دره‌های مجاور، جایی که گروه‌های متحرک مسعود عقب نشینی کرده اند، با شکست مواجه می‌شوند. شوروی ها تلفات سنگینی متحمل می‌شوند. در ماه مه نیروهای ارتش سرخ خوست و فرنگ را ترک می‌کنند اما در پنجشیر کهخالی از سکنه شده‌است باقی می‌مانند، دره ای که هنوز دو سوم آن در دست گروه‌های مسعود است که جنگنده تر از همیشه پایداری می‌کنند.
در این هنگام شوروی‌ها به تاکتیک جدیدی روی می‌آورند: واحدهایی حدود پانصد نفره هر روز صبح باهلیکوپتر و بدون حمایت زره پوش‌ها دراطراف یک روستا پیاده می‌شوند، روستا را باز رسی و مجاهدین را - که شوروی‌ها اسامی آن‌ها را دارند - بازداشت می‌کنند و قبل از فرارسیدن شب، عقب نشینی می‌کنند. به این ترتیب برای مجاهدین تمرکز قوا و دست زدن به حملات غافلگیرانه علیه واحدهایی این چنین متحرک، بسیار دشوار شده‌است.
هدف شوروی ها تسخیر زمین‌ها نبوده‌است بلکه می خواستند محل را نابود یا دست کم نیروهای پویای حریف را ازپی در آورند. نخست راه‌های ارتباطی را قطع می‌کنند و سپس راه‌های عقب نشینی را، و آن گاه به قلب حریف حمله می‌برند و سرانجام او را به دره‌های مجاور می‌رانند تا مجبور شود یا در محل بجنگد یا درضمن عقب نشینی با واحدهای سنگین شوروی که در دره‌ها و پیرامون منطقه مستقر شده رو برو شود. حال ببینیم شوروی‌ها از این حمله چه نصیب داشتند. دقیقاً باز گشت به وضعیت پائیز سال۱۹۸۲، شب قبل از انعقاد قرار دارد متارکهٔ جنگ، ضمن آن که تلفات سنگینی هم متحمل شده بودند.

## حملهٔ هشتم: ۱۳۶۳
حمله هشتم پنج ماه بعد از حملهٔ هفتم آغاز شد که پیگیری حملهٔ هفتم و بیشتر شامل حملات هوایی و استفاده از نیروی هوایی می‌شد.

## حملهٔ نهم: ۱۳۶۴
حملهٔ نهم بعد از تصرف گارنیزیون (پادگان)پشغور توسط نیروهای احمدشاه مسعود صورت گرفت. در ژوئن ۱۹۸۶، مسعود موفق شد پایگاه دولتی پشغور در پنجشیر را تصرف کند. برای اولین بار مجاهدین از تاکتیک‌های سبک ویتنامی استفاده کردند: تکرار حمله‌هایی از روی نقشه، هماهنگی توپخانه و اقدامات یک گروه کوماندویی، سرعت و دقت. نیروهای احمدشاه مسعود با تصرف پشغور حدود ۶۰۰ نفر از نیروهای دولتی را به اسارت در آوردند، که اکثر آن اسرا در اثر حملهٔ نیروهای ارتش سرخ جان باختند.